# Richard Benjamin
Richard Benjamin (født 22. maj 1938 i New York City, New York, USA) er en amerikansk filmskuespiller og instruktør.
Han filmdebuterede i Goodbye, Columbus (Farvel, Columbus, 1969), og spillede den plagede hovedperson i Portnoy's Complaint (Portnoys genvordigheder, 1972), og var turisten i Michael Crichtons dystre science fiction-drama Westworld (Vestens vilde robotter, 1973). Han har bl.a. instrueret My Favorite Year (Det var tider, 1982) med Peter O'Toole og Mermaids (Skønne sild, 1990) med Cher og Bob Hoskins.